# Trifolium glomeratum
Trifolium glomeratum L. è una pianta appartenente alla famiglia delle Fabacee, diffusa in Europa, Asia occidentale e Nord Africa.